# Арнтгольц, Татьяна Альбертовна
Татья́на Альбе́ртовна Арнтго́льц (род. 18 марта 1982, Калининград) — российская актриса театра, кино и телевидения, телеведущая.

## Биография
Родилась 18 марта 1982 года в Калининграде в семье актёров Калининградского областного драматического театра: заслуженного артиста Российской Федерации Альберта Альфонсовича Арнтгольца (род. 24 февраля 1937) и Валентины Михайловны Галич (род. 7 февраля 1947). Сестра-близнец — Ольга Альбертовна Арнтгольц (род. 18 марта 1982), актриса. Татьяна на двадцать минут старше Ольги. Имя дочерям-близнецам родители дали в честь Татьяны и Ольги Лариных из романа «Евгений Онегин» А. С. Пушкина. Также имеется брат — Антон Альбертович 14.12.1974 года рождения.
До девятого класса Татьяна училась со своей сестрой Ольгой в обычной средней школе, а затем перевелась в театральный актёрский класс калининградского общеобразовательного лицея № 49 под руководством Бориса Иосифовича Бейненсона.
В 2003 году вместе со своей сестрой Ольгой окончила Высшее театральное училище (институт) имени М. С. Щепкина при Государственном академическом Малом театре России в Москве (художественный руководитель курса — Валентин Николаевич Афонин).
В 2008—2009 годах участвовала в телевизионном ледовом шоу «Первого канала» «Ледниковый период — 2» в паре с фигуристом Максимом Стависким. В финале шоу под названием «Ледниковый период. Глобальное потепление. Суперфинал» в 2009 году Татьяна не смогла принять участие из-за беременности. Её заменила сестра-близнец Ольга Арнтгольц.
Сотрудничает с Театральным агентством «Современный театр антрепризы» под руководством продюсера Альберта Могинова в Москве.

## Личная жизнь
Осенью 2008 года вышла замуж за киноактёра Ивана Жидкова. 15 сентября 2009 года родилась дочь Мария. Летом 2013 года пара развелась.
Встречалась с актёром Григорием Антипенко, но позже пара рассталась.
Второй муж (с 2020 года) — актёр Марк Богатырёв. Сын — Данила (род. 18 февраля 2021).

## Творчество

### Фильмография
| Год       |   | Название                               | Роль |
| --------- | - | -------------------------------------- | --- |
| 1999—2003 | с | Простые истины                         | Катя Трофимова |
| 2001      | с | Next                                   | Ната |
| 2003      | ф | Дневной представитель                  | Иветта |
| 2003      | с | Зачем тебе алиби?                      | Наташа |
| 2003      | с | Кавалеры морской звезды                | Ольга |
| 2003      | ф | Медовый месяц                          | Аля |
| 2003      | с | Москва. Центральный округ              | Нийоле |
| 2004      | с | Москва. Центральный округ 2            | Ниёле, жена Репейникова |
| 2004      | с | Наваждение                             | Вера Плотникова |
| 2004      | ф | Новый год отменяется!                  | Катя |
| 2004      | ф | Чудеса в Решетове                      | Инна Берендеева, русалка |
| 2005      | с | Бриллианты для Джульетты               | Лена |
| 2005      | ф | Последний уик-энд                      | Катя |
| 2005      | с | Талисман любви                         | Лиза Кольцова |
| 2005      | ф | Противостояние                         | медсестра Катя |
| 2006      | с | Бес в ребро, или Великолепная четвёрка | Екатерина, любовница Игоря и дочь Бориса                                                                                           |
| 2006—2013 | с | Дурдом                                 | Светланa Кулик, медсестра / Катя                                                                                                   |
| 2006      | ф | Кактус и Елена                         | Елена |
| 2006      | ф | Ленинградец                            | Анюта |
| 2006      | с | Охота на гения                         | Анна Галкина, журналистка |
| 2006      | с | Под ливнем пуль                        | Катя, медceстpa |
| 2007      | ф | Глянец                                 | Оксана |
| 2007      | ф | Сильнее огня                           | Марина |
| 2008      | ф | Дочка                                  | Лера Иванова |
| 2008      | ф | Этим вечером ангелы плакали            | Татьяна |
| 2008      | с | И всё-таки я люблю…                    | Вера Ивановна Иванова (в годы замужества — Лягушова)                                                                               |
| 2009      | с | Брак по завещанию                      | Александра Козинцева / Сандра Сеймур                                                                                               |
| 2009      | с | Лапушки                                | Наталья Юрьевна, стриптизёрша |
| 2010      | ф | Трава под снегом                       | Олеся (Леся) Быстрова-Хрусталёва                                                                                                   |
| 2011      | с | Брак по завещанию. Возвращение Сандры  | Александра Козинцева / Сандра Сеймур                                                                                               |
| 2011      | с | Ласточкино гнездо                      | Ида |
| 2011      | с | Фурцева                                | Екатерина Алексеевна Фурцева (в молодости)                                                                                         |
| 2011      | ф | Чистая проба                           | Юлия Евгеньевна, почвовед |
| 2012      | с | Виктория                               | Виктория |
| 2012      | с | Ночные ласточки                        | Евгения Звонарёва, лётчица, командир спецподразделения 46-го гвардейского ночного бомбардировочного авиационного полка ВВС ВС СССР |
| 2012      | ф | Сердце врага                           | Эльза Веслинг |
| 2012      | с | Снайперы: Любовь под прицелом          | Катя Радионова, советский снайпер, командир группы                                                                                 |
| 2013      | с | Брак по завещанию. Танцы на углях      | Александра Козинцева / Сандра Сеймур                                                                                               |
| 2013      | с | Второе восстание Спартака              | Беата Ломницкая, возлюбленная Спартака, полька-диверсантка                                                                         |
| 2013      | с | Культ                                  | Надежда Любавина |
| 2014      | с | Соблазн                                | Вера Матвеева, медсестра |
| 2014      | ф | Фотограф                               | Наташа Синькина |
| 2014      | ф | Чемпионы                               | Елена Викторовна Бережная, фигуристка                                                                                              |
| 2015      | ф | Аргентина                              | Ольга Метельская |
| 2015      | с | Прошлое умеет ждать                    | Полина |
| 2016      | с | 25-й час                               | Анна Громова, журналистка |
| 2016      | с | Провокатор                             | Алина Маркина |
| 2017      | с | Двойная жизнь                          | Надежда Строева |
| 2017      | с | Наживка для ангела                     | Дарья Пантелеева, известная телеведущая                                                                                            |
| 2018      | с | Жертва любви                           | Маша-Вика |
| 2018      | с | Новый человек                          | Ирина Курочкина, бывшая жена хоккеиста Александра Курочкина                                                                        |
| 2019      | с | Смерть на языке цветов                 | Лилия |
| 2022      | с | Потерянная жизнь                       | Катерина |
| 2022      | с | Дьявол кроется в мелочах               | Соня |
| 2022      | с | Ангел мести                            | Марина |
| 2023      | с | Операция «Престол»                     | Ирина Воскресенская |
| 2024      | ф | Диодорова. Против течения              | Наталья Степанова |

### Работы в театре

#### Центральный дом культуры железнодорожников(Москва)
- 2005 — «Пять вечеров», антрепризный спектакль по мотивам одноимённой пьесы Александра Володина (режиссёр — Ольга Анохина; премьера — 17 ноября 2005 года[17]) — Катя, подруга Славы[18]

#### Московский драматический театр имени Н. В. Гоголя
- 2006 — «Сказки старого Арбата», антрепризный спектакль по одноимённой пьесе Алексея Арбузова (режиссёр — Ольга Шведова; премьера — 13 июня 2006 года[19]) — Виктоша (Виктория Николаевна), приезжая из Ленинграда, портниха и модельер двадцати лет[18]

#### Театр «Миллениум» (Москва)
- 2007 — «Шашни старого козла», антрепризный спектакль по мотивам пьесы «Квартет на двоих» Анатолия Крыма (режиссёр — Ольга Шведова) — Саша[18]

#### Государственный театр киноактёра(Москва)
- 2009 — «Не будите спящую собаку», антрепризный спектакль по мотивам пьесы «Опасный поворот» английского драматурга Джона Бойнтона Пристли (автор инсценировки и режиссёр — Ольга Шведова; премьера — 23 мая 2009 года) — Бетти Уайтхаус[18]

#### Детский музыкальный театр имени Н. И. Сац(Москва)
- 2010 — «Коварство и любовь», антрепризный спектакль по одноимённой трагедии Фридриха Шиллера (режиссёр — Нина Чусова; премьера — 5 ноября 2010 года) — Луиза Миллер, дочь простого музыканта[18]

#### Театральное агентство «Современный театр антрепризы» под руководством продюсера Альберта Могинова (Москва)
Татьяна Арнтгольц сотрудничает с Театральным агентством «Современный театр антрепризы» под руководством продюсера Альберта Могинова в Москве и занята в спектаклях:
- 2012 — «Двое на качелях», антрепризный спектакль по одноимённой пьесе Уильяма Гибсона (режиссёр — Алексей Кирющенко; премьера — 1 ноября 2012 года) — Гитель, танцовщица[18][20]
- 2015 — «Фантазии Фарятьева» (другое название с 2016 года — «Перекрёстки любви»), антрепризный спектакль по мотивам пьесы «Фантазии Фарятьева» Аллы Соколовой (режиссёр — Родион Овчинников; премьера — 26 сентября 2015 года) — Александра, провинциальная учительница музыки[18][21][22]

#### Государственный театр наций(Москва)
- 2016 — «Прикасаемые» по пьесе Марины Крапивиной (автор идеи — Евгений Миронов, режиссёр — Руслан Маликов; премьера — 19 апреля 2015 года) — рассказчик[18][23]

### Работа на телевидении
- 2008 — 2009 — участница шоу «Ледниковый период — 2. Глобальное потепление» на «Первом канале».
- С 14 сентября 2018 года по 22 сентября 2023 года — соведущая Александра Лазарева в телепрограмме «Жди меня» на телеканале «НТВ»[3].

## Награды
- 2013 — спектакль «Двое на качелях» по одноимённой пьесе Уильяма Гибсона режиссёра Алексея Кирющенко (Театральное агентство «Современный театр антрепризы» под руководством продюсера Альберта Могинова, Москва) с участием Татьяны Арнтгольц (роль Гитель) стал лауреатом международной ежегодной театральной премии зрительских симпатий «Звезда Театрала» в номинации «Лучшая антреприза» за 2013 год[24][25].
- 2015 — приз за лучшую женскую роль в категории «Театр» XIII Открытого российского фестиваля кино и театра «Амурская осень» в Благовещенске — за роль Александры в антрепризном спектакле «Фантазии Фарятьева» по мотивам одноимённой пьесы Аллы Соколовой режиссёра Родиона Овчинникова (Театральное агентство «Современный театр антрепризы» под руководством продюсера Альберта Могинова, Москва)[26][27].